# 谷外村
谷外村（たにそとむら）は、兵庫県飾磨郡にあった村。現在の姫路市飾東町の西半にあたる。

## 地理
- 山岳：桶居山、浦山
- 河川：天川

## 歴史
- 1889年（明治22年）4月1日 - 町村制の施行により、飾東郡塩崎村・北山村・庄村・佐良和村・豊国村・印南郡志吹村・唐端新村の区域をもって発足。飾東郡に所属。
- 1896年（明治29年）4月1日 - 所属郡が飾磨郡に変更。
- 1954年（昭和29年）8月1日 - 谷内村と合併して飾東村が発足。同日谷外村廃止。

## 交通

### 道路
現在は旧村域に山陽自動車道・播但連絡道路の山陽姫路東インターチェンジが所在するが、当時は未開通。